# Бычковский, Александр Фёдорович
Александр Фёдорович Бычковский (30 августа 1899 года, село Яновка, ныне Ровенская область — 9 октября 1984 года, Киев) — советский военный деятель, Генерал-майор (1941 год).

## Начальная биография
Александр Фёдорович Бычковский родился 30 августа 1899 года в селе Яновка.

## Военная служба

### Первая мировая и гражданская войны
В январе 1916 года был призван в ряды Русской императорской армии и рядовым направлен в 36-й запасной пехотный полк, дислоцированный в Полтаве. С мая служил в 405-м пехотном Льговском и 614-м пехотном полках, в составе которых принимал участие в боевых действиях на Юго-Западном фронте в чинах рядового и младшего унтер-офицера.
В июне 1917 года по окончании 1-й школы прапорщиков в Екатеринодаре был назначен на должность младшего унтер-офицера подготовительной команды школы прапорщиков, в октябре — на должность юнкера 1-й школы прапорщиков в Киеве и Екатеринодаре, а в ноябре — на должность вахмистр пулемётной команды Черкесского конного полка.
В июле 1920 года Бычковский вступил в ряды РККА и направлен в 4-ю кавалерийскую дивизию (1-я Конная армия), в составе которой принимал участие в боях на Юго-Западном и Западном фронтах советско-польской войны, а также в наступлении на Львовском направлении и в районе Замостья.
В октябре 1920 года красноармейцем эскадрона летучей почты и командиром взвода резервного эскадрона дивизии воевал на Южном фронте против войск под командованием генерала П. Н. Врангеля в Северной Таврии и Крыму, а в ноябре-декабре — против войск под командованием Н. И. Махно на Украине.

### Межвоенное время
С окончанием войны Бычковский продолжил служить в 4-й кавалерийской дивизии на должностях помощника командира и командира эскадрона 24-го Донского кавалерийского полка. В июле 1923 года был назначен на должность начальника дивизионной кавалерийской школы младшего комсостава, а в декабре — на должность командира эскадрона 19-го кавалерийского полка.
В мае 1924 года Бычковский был уволен в запас, однако в мае 1925 года был вторично призван в ряды РККА.
По окончании в 1925 году партшколы 2-й ступени в Петергофе служил в 23-м кавалерийском полку 4-й кавалерийской дивизии на должностях командира взвода, помощника командира эскадрона, квартирмейстера полка и командира эскадрона. С 1929 года Бычковский в этой же дивизии исполнял должность командира и политрука эскадрона 20-го кавалерийского полка.
В 1930 году за отличия в боях в Гражданской войне был награждён орденом Красного Знамени.
В ноябре 1930 года был назначен на должность командира и военкома 24-го Донского запасного отдельного эскадрона.
В июне 1931 года по окончании кавалерийских курсов усовершенствования командного состава РККА в Новочеркасске был назначен на должность начальника штаба и временно исполняющего должность командира 20-го кавалерийского полка, с декабря 1933 года временно исполнял должность командира 19-го кавалерийского полка, а в июне 1934 года был назначен на должность командира 37-го кавалерийского полка (7-я кавалерийская дивизия).
В июле 1938 года Александр Фёдорович Бычковский был арестован, однако в ноябре 1939 года был освобожден и реабилитирован. В декабре того же года назначен на должность начальника военно-хозяйственной службы штаба 4-й кавалерийской дивизии (Белорусский военный округ), затем — на должность помощника командира, а в январе 1941 года — на должность командира 9-й кавалерийской дивизии (Одесский военный округ).

### Великая Отечественная война
В начале Великой Отечественной войны дивизия под командованием Бычковского в составе 2-го кавалерийского корпуса (Одесский военный округ), а с 25 июня 1941 года — 9-й армии (Южный фронт) принимала участие в приграничных сражениях, в ходе которых вела оборону на восточном берегу реки Прут, а также отражала наступление противника северо-западнее Кишинёва. За отличие в этих боях 24 июля 1941 года Бычковскому было присвоено воинское звание «генерал-майор», а также он был награждён орденом Ленина.
В октябре 1941 года Бычковский был назначен на должность командира 6-го кавалерийского корпуса. В январе 1942 года корпус должен был развить успех, достигнутый войсками 6-й армии (Юго-Западный фронт) при прорыве обороны противника на красноградском направлении, а затем войти в тыл балаклеевской группировки противника, однако Бычковский вовремя не ввёл корпус в прорыв, ведя бой с противником в районе населенного пункта Алексеевка. За невыполнение боевой задачи Бычковский был отстранён от занимаемой должности и назначен исполняющим должность инспектора кавалерии Северо-Западного фронта.
В июле 1942 года был назначен на должность заместителя командующего 31-й армии, которая принимала участие в ходе Ржевско-Сычёвской наступательной операции, а затем в обороне на ржевском направлении. В январе 1943 года генерал-майор Бычковский был направлен на учёбу на ускоренный курс Высшей военной академии имени К. Е. Ворошилова.

### Арест, следствие, суд
Будучи слушателем академии, был 27 мая 1943 года был арестован органами СМЕРШ. В вину ему вменялось распространение антисоветских утверждений, что в освобождённых от немецких войск районах крестьяне настроены против восстановления колхозов, враждебные выпады по адресу Верховного Главного Командования Красной Армии, клевета на боеспособность советских войск, отрицание зверств немецких оккупантов, а также невыполнение боевой задачи подвижной группы, которой он командовал в августе 1942 года, в результате чего вся материальная часть этой группы была уничтожена противником.
Приказом ГУК НКО СССР от 31 декабря 1943 года уволен из рядов РККА по ст. 44, п. «в». Под следствием находился почти 9 лет.
25 марта 1952 года в закрытом судебном заседании Военной коллегии Верховного Суда СССР А. Ф. Бычковский был осужден по ч. 2 ст. 58-10 УК РСФСР к лишению свободы в ИТЛ сроком на 10 лет с поражением прав сроком на 5 лет, с конфискацией имущества, с лишением воинского звания «генерал-майор».
Постановлением Совета министров СССР от 12 апреля 1952 года Александр Фёдорович Бычковский был лишён воинского звания «генерал-майор».

### Реабилитация и дальнейшая служба
Вскоре после смерти И. В. Сталина был освобождён. 23 июля 1953 года Военная коллегия Верховного Суда СССР пересмотрела по заключению Главной военной прокуратуры уголовное дело в отношении А. Ф. Бычковского и ввиду недоказанности вины осужденного, отменила приговор 1952 года и прекратила уголовное дело, тем самым полностью реабилитировав А. Ф. Бычковского. Постановлением Совета министров СССР от 15 августа 1953 года был восстановлен в воинском звании. Приказом Министра обороны СССР от 28 августа 1953 года был восстановлен в кадрах Советской армии. В ноябре 1953 года был направлен на учёбу на Высшие академические курсы при Высшей военной академии имени К. Е. Ворошилова, по окончании которых в феврале 1954 года был назначен на должность помощника командующего войсками по военно-учебным заведениям и члена Военного совета Сибирского военного округа.
Генерал-майор Александр Фёдорович Бычковский в августе 1960 года вышел в запас. Умер 9 октября 1984 года в Киеве. Похоронен на Байковом кладбище.

## Награды
- Два ордена Ленина (6.11.1941, 30.04.1954);
- Два ордена Красного Знамени (1930, 5.11.1954);
- Медали[5].